# Finglanssteklar
Finglanssteklar (Eulophidae) är en familj av steklar som beskrevs av John Obadiah Westwood 1829. Enligt Catalogue of Life ingår finglanssteklar i överfamiljen glanssteklar, ordningen steklar, klassen egentliga insekter, fylumet leddjur och riket djur, men enligt Dyntaxa är tillhörigheten istället ordningen steklar, klassen egentliga insekter, fylumet leddjur och riket djur. Enligt Catalogue of Life omfattar familjen Eulophidae 4123 arter. 

## Bildgalleri

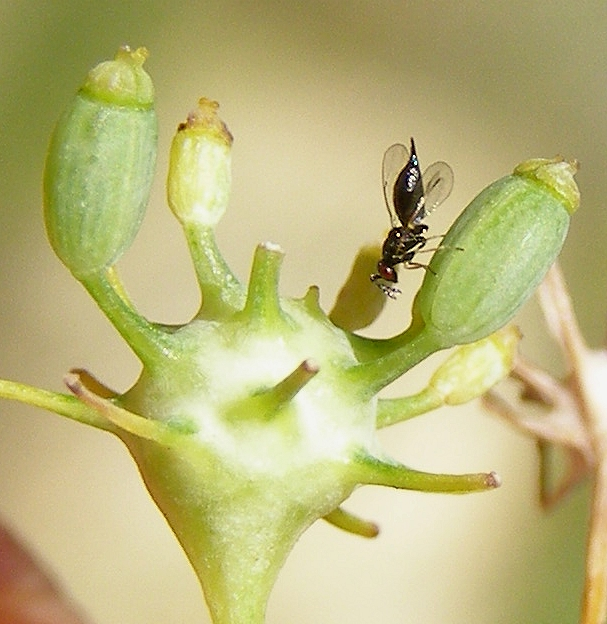
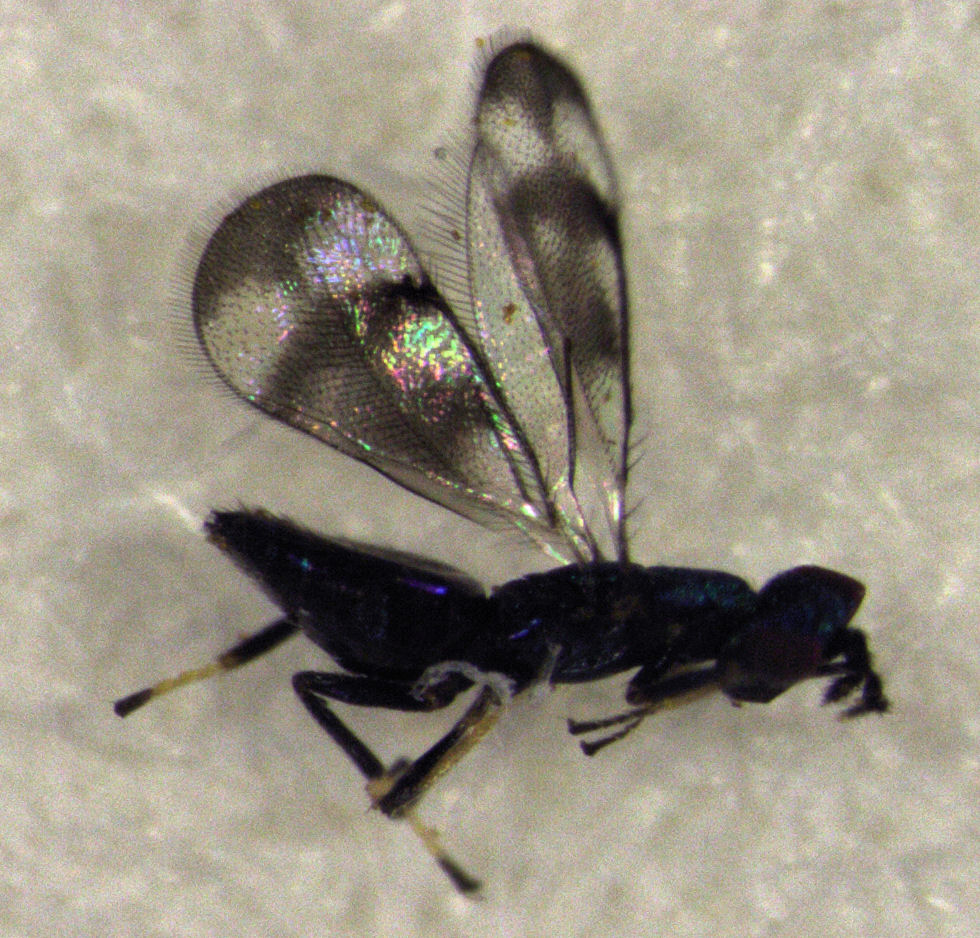
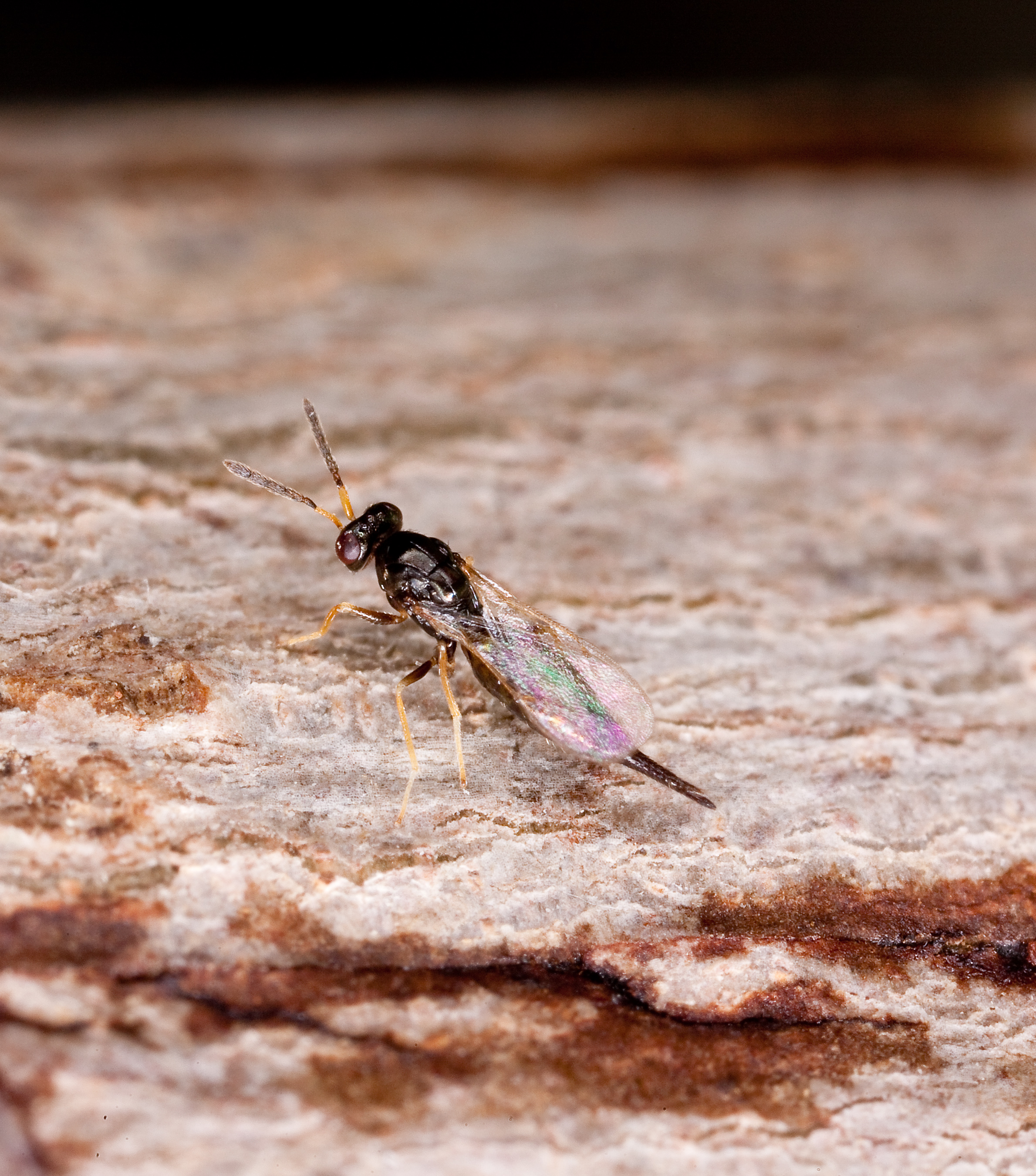
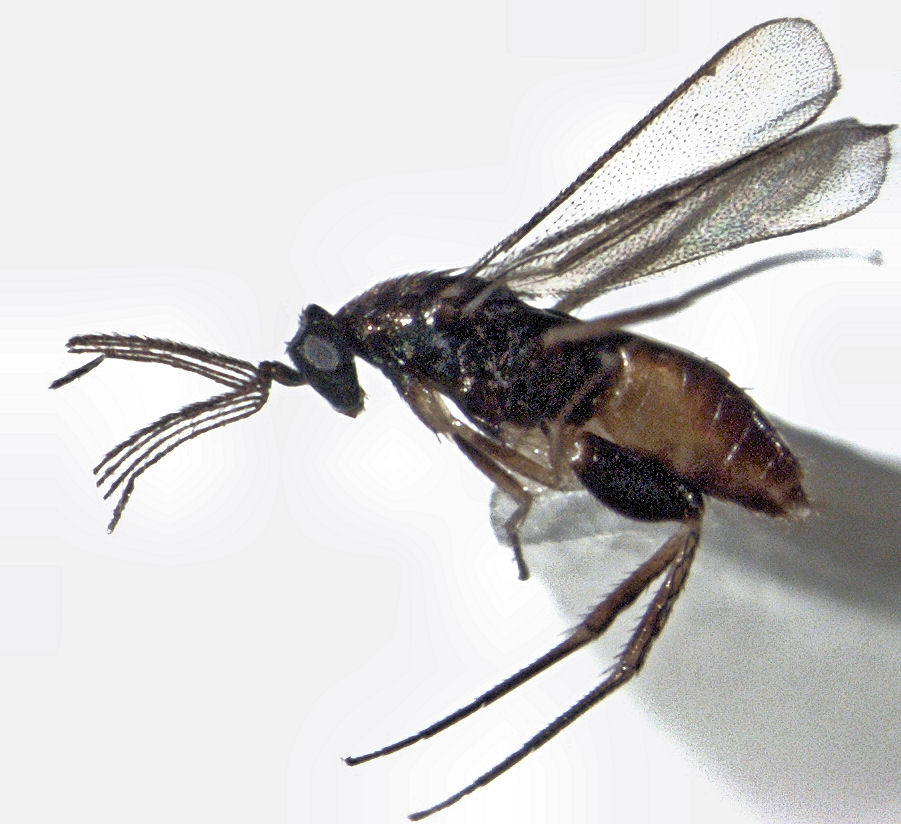
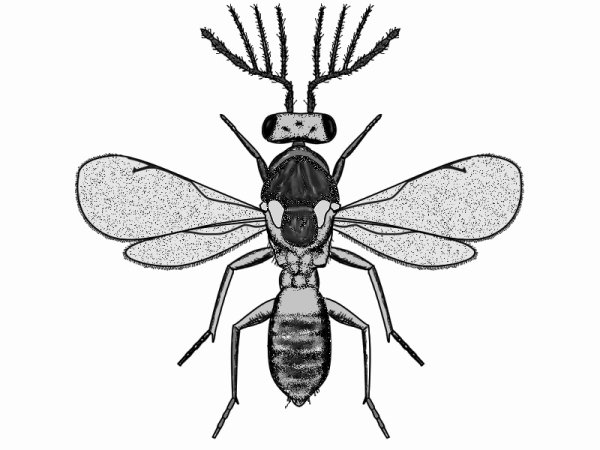

## Dottertaxa till finglanssteklar, i alfabetisk ordning[1][2]
- Acanthala
- Aceratoneura splendida
- Aceratoneuromyia
- Achrysocharoides
- Acrias
- Agmostigma
- Alachua
- Aleuroctonus
- Alibertia
- Allocerastichus
- Alophomorphella illustris
- Alveoplectrus
- Ambocybe petiolata
- Ametallon
- Anaprostocetus
- Anselmella
- Anumanniola lasallei
- Aoridus
- Apleurotropis
- Apotetrastichus
- Aprostocetus
- Aprostoporoides curiosus
- Apterastichus oculatus
- Arachnolophus dentatus
- Arachnoobius austini
- Aranobroter
- Aroplectrus
- Arunus indicus
- Ascotolinx
- Astichomyiia
- Astichus
- Atullya
- Aulogymnus
- Austeulophus bicolor
- Australsecodes
- Awara
- Baeoentedon peculicornis
- Baryscapus
- Bellerus
- Benoitius hirsutus
- Beornia
- Bombyiabius frontus
- Boucekastichus homocerus
- Boucekelimus elongatus
- Boucekiola malabarica
- Bridarolliella bifasciata
- Bryopezus
- Cabeza
- Careostrix yoshimotoi
- Carlyleia marilandica
- Ceranisus
- Ceratoneura
- Ceratoneuronella
- Ceratoneuropsis poincarei
- Chaenotetrastichus semiflavus
- Chouioia cunea
- Chrysocharis
- Chrysocharodes
- Chrysonotomyia
- Chytrolestes alibaba
- Cirrospiloidelleus bicolor
- Cirrospilus
- Citrostichus
- Cleolophus
- Closterocerus
- Clypecharis rostrifera
- Clypomphale biloba
- Cobarus planus
- Colpixys
- Colpoclypeus florus
- Comastichus zopheros
- Crataepus marbis
- Cristelacher levana
- Cryptastichus sabo
- Cucarastichus texanus
- Dahlbominus fuscipennis
- Danuviella
- Dapsilothrix jeanae
- Dasyeulophus gelechiae
- Dasyomphale chilensis
- Davincia arboris
- Dermatopelte
- Derostenoides neglectus
- Derostenus
- Deutereulophus
- Diaulinopsis
- Diaulomorpha
- Dicladocerus
- Diglyphomorpha aurea
- Diglyphomorphomyia
- Diglyphus
- Dimmockia
- Dineulophus
- Dinopteridion
- Driopteron
- Dubeyiella indica
- Dzhanokmenia
- Edovum
- Elachertomorpha
- Elachertus
- Elasmus
- Emersonella
- Encyrtomphale
- Enneastichus
- Entedon
- Entedonastichus
- Entedonomphale
- Entedononecremnus
- Epichrysoatomus
- Epichrysocharis
- Eprhopalotus
- Eriastichus
- Euceratoneura
- Euderomphale
- Euderus
- Eulophinusia
- Eulophomorpha
- Eulophomyia
- Eulophoscotolinx
- Eulophus
- Euplectromorpha
- Euplectrophelinus
- Euplectrus
- Eupronotius
- Eurycephaloplectrus
- Exalarius
- Exastichus
- Farooqiella
- Galeopsomyia
- Gallowayia
- Gasterichus
- Gattonia
- Gautamiella
- Ginsiella
- Goetheana
- Goethella
- Grahamia
- Grassator
- Grotiusomyia
- Guptaiella
- Gyrolasomyia
- Hadranellus
- Hadrotrichodes
- Hakuna
- Hamonia
- Hemiptarsenus
- Henryana
- Holcopelte
- Holcotetrastichus
- Hoplocrepis
- Horismenoides sulfureiventris
- Horismenus
- Hubbardiella
- Hyssopus
- Ichneumon
- Iniostichus
- Ionympha
- Itahipeus
- Janicharis
- Kiggaella
- Klyngon
- Kocaagizus
- Kocourekia
- Kokandia
- Kolopterna
- Kostjukovius
- Kratoysma
- Lasalleola
- Leptocybe
- Lisseurytomella
- Makarora
- Megaceratoneura
- Melittobia
- Melittobiopsis
- Meruana
- Mesofrons
- Mestocharella
- Mestocharis
- Metaplectrus
- Microdonophagus woodleyi
- Microlycus
- Minotetrastichus
- Miotropis
- Mischotetrastichus
- Mohaniella
- Monteithius
- Monterrondo
- Moona
- Myrmobomyia
- Myrmokata
- Narendrania
- Naumanniola
- Necremnoides
- Necremnus
- Neoaceratoneura
- Neogaleopsomyia
- Neogasterichus
- Neohyperteles
- Neomestocharella
- Neopediobopsis
- Neopomphale
- Neotrichoporoides
- Nesolynx
- Nesympiesis
- Notanisomorphella
- Noyesius
- Obesulus
- Ogmoelachertus
- Omphale
- Omphalentedon
- Oncastichus
- Oomyzus
- Opeuderus
- Ophelimus
- Oradis
- Oxycantha
- Oxypracetus
- Palmistichus
- Paphagus
- Parachrysocharis
- Paracrias
- Paragaleopsomyia
- Parahorismenus
- Paraolinx
- Parasecodella
- Parasecodes
- Paraspalangia
- Paratetrastichus
- Parzaommomyia
- Pasohstichus
- Pauahiana
- Peckelachertus
- Pediobius
- Pediobomyia
- Pediobopsis
- Pediocharis
- Pelorotelus
- Pentastichus
- Perditorulus
- Perinetia
- Perthiola
- Petalidion
- Petiolacus
- Phymastichus
- Piekna
- Planotetrastichus
- Platyplectrus
- Platytetracampe
- Pleurotropopseus
- Pleurotroppopsis
- Pnigalio
- Podkova
- Pomphale
- Pracetus
- Proacrias
- Pronotalia
- Pseudiglyphus
- Pseudosecodes
- Puklina
- Quadrastichodella
- Quadrastichus
- Ratzeburgiola
- Renaniana
- Rhicnopelte
- Rhynchentedon
- Ryhonos
- Sanyangia
- Sarasvatia
- Schizocharis
- Semielacher
- Setelacher
- Shardiella
- Sifraneurus
- Sigmoepilachna
- Sigmophora
- Skoka
- Solenotus
- Sphenolepis
- Sporrongia
- Stenomesius
- Stenopetius
- Stepanovia
- Stipecarinata
- Styotrichia
- Sympiesis
- Sympiesomorpha
- Tachinobia
- Tamarixia
- Tatiana
- Tetrasta
- Tetrastichomphale
- Tetrastichomyia
- Tetrastichus
- Thripastichus
- Thripobius
- Thymus
- Tooloomius
- Trichospilus
- Trielacher
- Trisecodes
- Tropicharis cecivora
- Tylomischus
- Urfacus
- Uroderostenus
- Uroentedon
- Wichmannia
- Xanthellum
- Xenaprostocetus
- Xenopomphale
- Xiphentedon
- Zagrammosoma
- Zaommomentedon
- Zaommomyiella
- Zasympiesis
- Zealachertus
- Zeastichus